# Marchena minuta
Genre
Espèce
Synonymes
- Cytaea minuta Peckham & Peckham, 1888
- Marchena sissonii Peckham & Peckham, 1909
- Sitticus synopticus Chamberlin, 1925

Marchena minuta, unique représentant du genre Marchena, est une espèce d'araignées aranéomorphes de la famille des Salticidae.

## Distribution
Cette espèce est endémique des États-Unis. Elle se rencontre en Californie, en Oregon, au Nevada, au Washington, au Montana et en Idaho.

## Description
Les mâles mesurent de 4,1 à 4,8 mm et les femelles de 3,5 à 5,1 mm.

## Publications originales
- Peckham & Peckham, 1888 : Attidae of North America. Transactions of the Wisconsin Academy of Sciences, Arts, and Letters, vol. 7, p. 1-104 (texte intégral).
- Peckham & Peckham, 1909 : Revision of the Attidae of North America. Transactions of the Wisconsin Academy of Sciences, Arts, and Letters, vol. 16, no 1, p. 355-655 (texte intégral).